# Белу-Монти
Белу-Монти (порт. Belo Monte) — муниципалитет в Бразилии, входит в штат Алагоас. Составная часть мезорегиона Сертан штата Алагоас. Входит в экономико-статистический микрорегион Баталья. Население составляет 6696 человек. Занимает площадь 334,8 км². Плотность населения — 20 чел./км².

## История
Город основан в 1958 году.